# Manuel Ballester
Pour les articles homonymes, voir Ballester.
Manuel Ballester Boix (27 juin 1919, Barcelone - 5 avril 2005, Barcelone) est un chimiste catalan de la seconde moitié du XXe siècle. Diplômé de l'université de Barcelone, il émigra aux États-Unis pour rejoindre l'université de Harvard de 1949 à 1951. Dans les années 1960, il y travailla pour le département de la Défense dans le cadre de recherche sur la chimie organique, notamment sur les mécanismes de condensations organiques, la synthèse et la réactivité de composés chlorés aromatiques, l'étude de radicaux libres et la réactivité des ions carbonés trivalents. Son œuvre scientifique fut récompensée en 1982 par le prix prix Prince des Asturies.